# 克劳斯-迪特里希·弗拉德
克劳斯-迪特里希·弗拉德（德語：Klaus-Dietrich Flade，1952年8月23日—），德國飛行員，已退役的德國航空太空中心所屬的太空人。他曾參與往返和平號太空站的联盟TM-13和联盟TM-14任務。

## 生平
弗拉德生於西德比德斯海姆，在接受教育後進入德國空軍服役。他一開始在1976到1980年間在慕尼黑聯邦國防軍大學學習飛機工程，之後成為飛行員。1988到1989年接受訓練後成為試飛員。1990年10月被德國航空太空中心選中，成為1992年的 Euromir 任務組員之一。
在2年的訓練後，弗拉德在1992年3月的联盟TM-14任務中成為研究太空人。在太空任務之後他回到德國空軍服役，現為空中客车的試飛員。

## 外部連結
- Spacefacts biography of Klaus-Dietrich Flade（页面存档备份，存于）
- Profile on German Air Force website（页面存档备份，存于）